# Vereinigung Norden

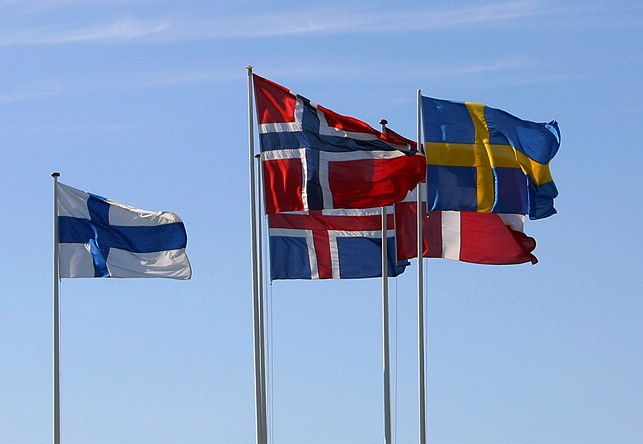
Flaggen der nordischen Länder

Vereinigung Norden (dänisch und norwegisch: Foreningen Norden, schwedisch: Föreningen Norden, finnisch: Pohjola-Norden, isländisch: Norræna félagið) ist ein in den nordischen Ländern vertretener Verein zur Förderung der kulturellen und politischen Zusammenarbeit zwischen den einzelnen nordischen Ländern. Projekte des Vereines sind unter anderem das Austauschprogramm Nordjobb oder die jährlichen Nordischen Bibliothekstage. In vielen Bereichen kooperiert der Verein mit dem Nordischen Rat.
Die Vereinigung tritt vor allem über die Sektionen in den einzelnen Ländern in Erscheinung. Größter Einzelverein ist Föreningen Norden in Schweden mit knapp 30.000 Mitgliedern. Weitere Einzelvereine finden sich in Dänemark (inklusive Südschleswig), Norwegen, Finnland, Åland, Island, Grönland und auf den Färöern. Gemeinsamer Dachverband ist seit 1965 Foreningerne Nordens Forbund (Verband der Nordischen Vereine) mit etwa 72.000 Mitgliedern (Stand 2000). Die einzelnen nationalen Sektionen wurden bereits unmittelbar nach dem Ersten Weltkrieg gegründet. In den Jahren 1933 und 1934 war die Vereinigung für den Friedensnobelpreis nominiert.